# Miloslav Štěpánek
Miloslav Štěpánek (18. června 1911 Paseky – 24. září 1979 Haratice) byl český vojenský meteorolog a letec.

## Život
Od roku 1933 studoval na Vojenské akademii v Hranicích a o dva roky později z ní byl vyřazen v hodnosti poručíka letectva. Následně coby pilot sloužil u leteckého pluku 1 na pražském Kbelském letišti. Během zdejší služby absolvoval v roce 1936 na Vojenském technickém a leteckém ústavu Ministerstva národní obrany a při Státním ústavu meteorologickém výcvik zaměřený na povětrnostní službu. Na podzim 1937 byl zařazen do funkce velitele povětrnostní ústředny 1 na kbelském letišti. Když v září roku 1938 probíhala všeobecná mobilizace, zastával Štěpánek pozici velitele Hlavní polní povětrnostní ústředny 91 na hlavním leteckém velitelství ve Vyškově. V československé armádě působil do poloviny roku 1939.

### Boje druhé světové války
Během letních měsíců roku 1939 ilegálně překročil státní hranici do Polska a v Krakově se přihlásil do československé vojenské skupiny. Plánoval se přepravit lodí do Francie, avšak nenašlo se pro něj volné místo. Proto pod vedením štábního kapitána Bohumila Lišky vstoupil 29. srpna toho roku do polského armádního letectva. Přidělen byl na letiště ve městě Dęblin. Jakmile pak 1. září začala druhá světová válka, napadly německé letouny letiště v Dęblinu a během jeho bombardování byl Štěpánek vážně zraněn a na přechodnou dobu částečně oslepl a ztratil i sluch. Během bojů se pak přesunoval východním směrem, až ho 18. září u Tarnopolu spolu s dalšími československými letci zajala Rudá armáda a deportovala do Sovětského svazu, kde jej umístila v zajateckých táborech Suzdal a posléze Oranky.
Na konci června následujícího roku (1940) byl zařazen mezi vojáky, kteří měli posílit právě vznikající československé armádní letecké jednotky ve Spojeném království. Od 12. července proto cestoval přes turecký Istanbul, Suezský průplav do Kapského Města na jihu Afriky a odtud až do Liverpoolu, kam dorazil 27. října 1940 a ihned vstoupil do Royal Air Force (RAF). Při vstupní prohlídce se ale ukázalo, že vlivem zranění utrpěných v Polsku nemůže být minimálně na půl roku začleněn mezi operační piloty. Dne 28. října 1940 se tak stal součástí Československého výcvikového a náhradního leteckého tělesa v Cosfordu, které organizačně a technicky zabezpečovalo působení československých letců ve Spojeném království. K 1. květnu 1941 byl nakonec definitivně seznán za neschopného výkonu operačního pilota. Ke konci téhož měsíce (25. května) za válečná zranění z roku 1939 dostal polský Válečný kříž, jenž mu 21. července předal generál Stanisław Ujejski, velitel polských jednotek začleněných do RAF.
Od června 1941 působil Štěpánek na Inspektorátu československého letectva v Londýně. Od prvního srpna toho roku zastával pozici referenta meteorologa. Shromažďoval zkušenosti s leteckou meteorologií, které by mohly být využity při následném poválečném budování armády. Chystal rovněž příručky pro výcvik letců a připravoval předpisy a odborné studie. Od začátku října 1943 studoval na britském Air Ministry Unit for Course at Meteorological Trainig School na letišti Kilburnu kurz zaměřený na leteckou meteorologii. Na začátku posledního roku války, od 12. ledna 1945, si rozšiřoval své meteorologické znalosti na RAF Meteorological Station v severoskotském Tainu. Od 1. února 1945 působil na velitelství 44. skupiny meteorologického výcviku v Exeteru a na konci války zastával post hlavního meteorologa na základně Czech Air Force Transport v Harrow.

### Po válce
Když se po konci války v Evropě vrátil zpět do Československa, stal se coby štábní kapitán starším referentem povětrnostní služby Velitelství letectva Hlavního štábu a zároveň měl funkci přednosty vojenské povětrnostní služby. Posléze povýšil na místo přednosty skupiny povětrnostní služby a roku 1947 se stal přednostou celé povětrnostní služby. Aby si rozšířil své vědomosti zapsal se na externí studium oboru meteorologie na Přírodovědecké fakultě Univerzity Karlovy. Studium nakonec nedokončil. Koncem roku 1948 byl coby účastník západního odboje odeslán na nucenou dovolenou a posléze z armády úplně propuštěn. Poté jej státní bezpečnost zatkla a justice jej odsoudila ke ztrátě dosažené vojenské hodnosti a k šestiměsíčnímu nepodmíněnému odnětí svobody, které Štěpánek vykonal na přelomu let 1949 a 1950 ve věznici na Borech.
Po propuštění musel nuceně opustit hlavní město. Usídlil se ve Zlaté Olešnici na pomezí Jizerských hor a Krkonoš na severu Československa. Zaměstnání našel v nedalekém Tanvaldě, kde vyráběl textil v národním podniku Seba. Spolupracoval rovněž s vlastivědným muzeem ve Vysokém nad Jizerou, které v té době získalo rozložený vzácný pohyblivý mechanický betlém Jana Metelky ze Sklenařic. Nikdo z pracovníků muzea totiž nedokázal betlém zprovoznit. Povedlo se to až Štěpánkovi po téměř roční práci na konci roku 1958, kterému s restaurováním pomáhal i pozdější ředitel muzea Vladimír Hladík. Štěpánek zemřel v roce 1979. Po sametové revoluci (1989) byl plně rehabilitován a povýšen do hodnosti plukovník „in memoriam“.
Dne 8. května 2025 byl in memoriam vyznamenán Křížem obrany státu ministra obrany České republiky.